# Mendi Rodan
Mendi Rodan, geboren als Mendi Rosenblum, (* 17. April 1929 in Iași, Rumänien; † 9. Mai 2009 in Jerusalem) war ein israelischer Violinist und Dirigent rumänischer Herkunft.

## Leben und Wirken
Mendi Rodan begann bereits im Alter von fünf Jahren mit dem Geigenspiel und wurde mit 16 Jahren erster Violinist des rumänischen Radio-Symphonieorchesters. 1941 wurde sein Vater während des Holocaust ermordet. Rodan studierte Violine und Dirigieren an der Musikakademie in Bukarest und wurde 1953 Chefdirigent des rumänischen Radio-Symphonieorchesters. 1960 emigrierte er mit seiner Frau Jehudit, die er 1953 geheiratet hatte, und seinen beiden Kindern nach Israel.
Von 1963 bis 1972 war er Chefdirigent und Musikdirektor des Jerusalem Symphony Orchestra und gründete während dieser Zeit das Jerusalem Chamber Orchestra. Im Laufe seiner Karriere dirigierte er weltweit führende Orchester, darunter das London Symphony Orchestra und die Wiener Symphoniker. Rodan war unter anderem ständiger Gastdirigent beim Philharmonischen Orchester Oslo (1972–1976), Musikdirektor der Israel Sinfonietta (1977–1991), ständiger Dirigent und Musikdirektor des Orchestre national de Belgique (1983–1989), Musikdirektor des Chamber Orchestra of the Education Corps of the Israel Defense Forces (1985–1989) sowie ständiger Dirigent beim Israel Philharmonic Orchestra (1993–1997).
Von 1999 bis 2002 wirkte er als Professor für Dirigieren und als musikalischer Leiter bzw. Dirigent bei mehreren der dortigen philharmonischen Orchester an der Eastman School of Music der University of Rochester in Rochester (New York). Er sorgte für weltweites Aufsehen, als er im Oktober 2000 erstmals in Israel ein Werk Richard Wagners spielte. Das Konzert löste damals scharfe Proteste von Holocaust-Überlebenden in Israel aus.
2006 wurde er mit dem Israel-Preis ausgezeichnet.
Rodan starb im Alter von 80 Jahren an einem Krebsleiden.